# Curetis siva
Curetis siva är en fjärilsart som beskrevs av Evans 1954. Curetis siva ingår i släktet Curetis och familjen juvelvingar. Inga underarter finns listade i Catalogue of Life.

## Bildgalleri

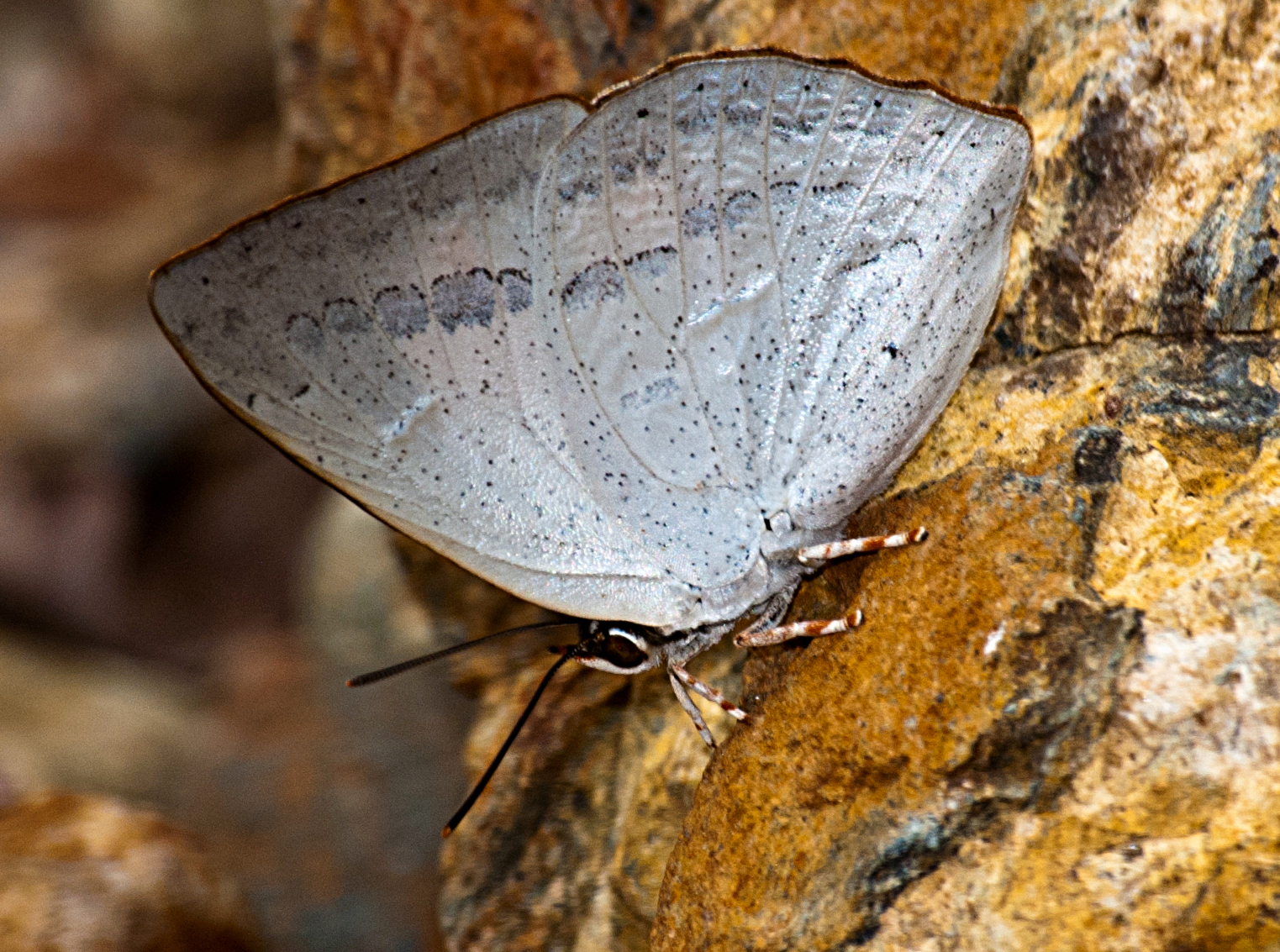
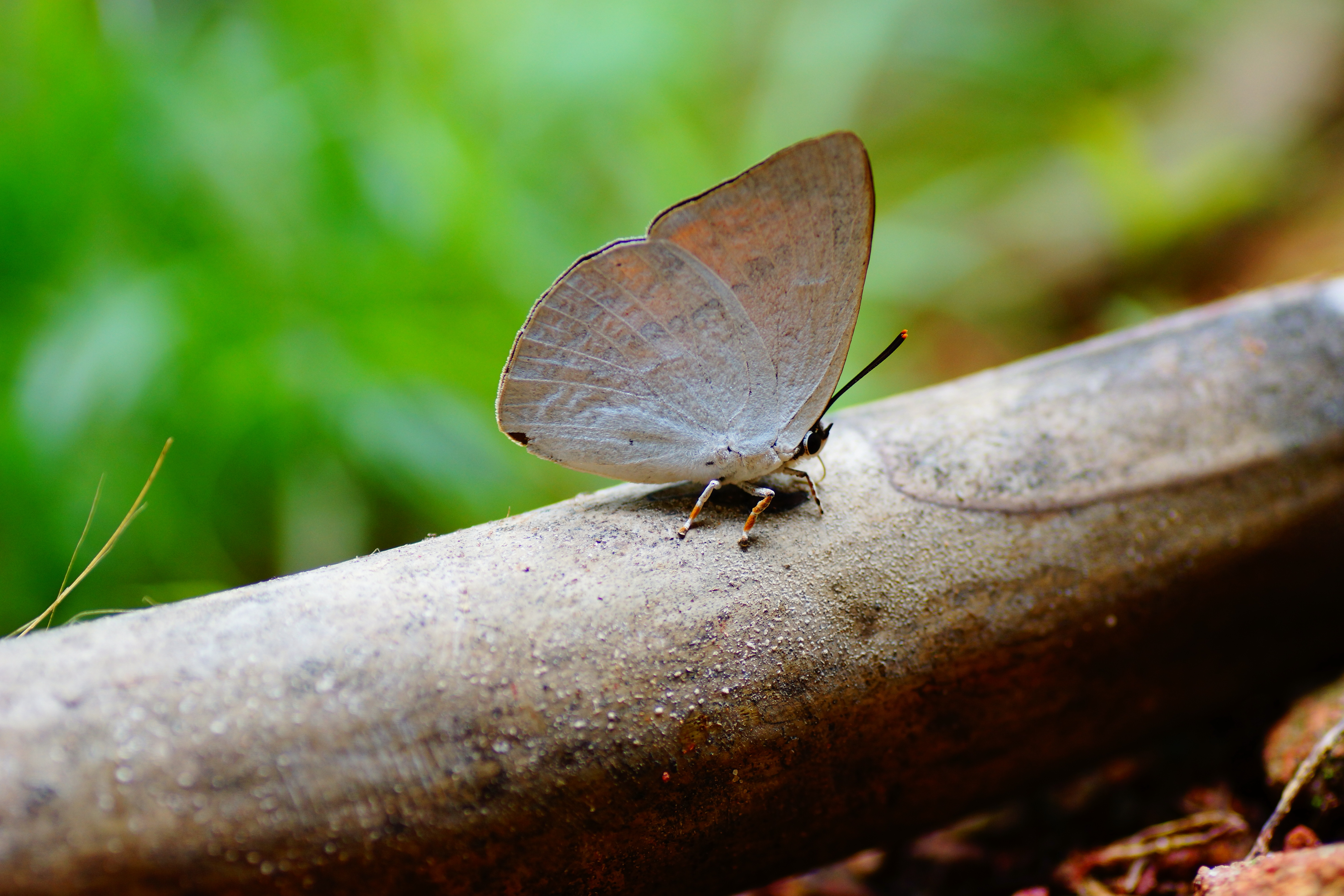
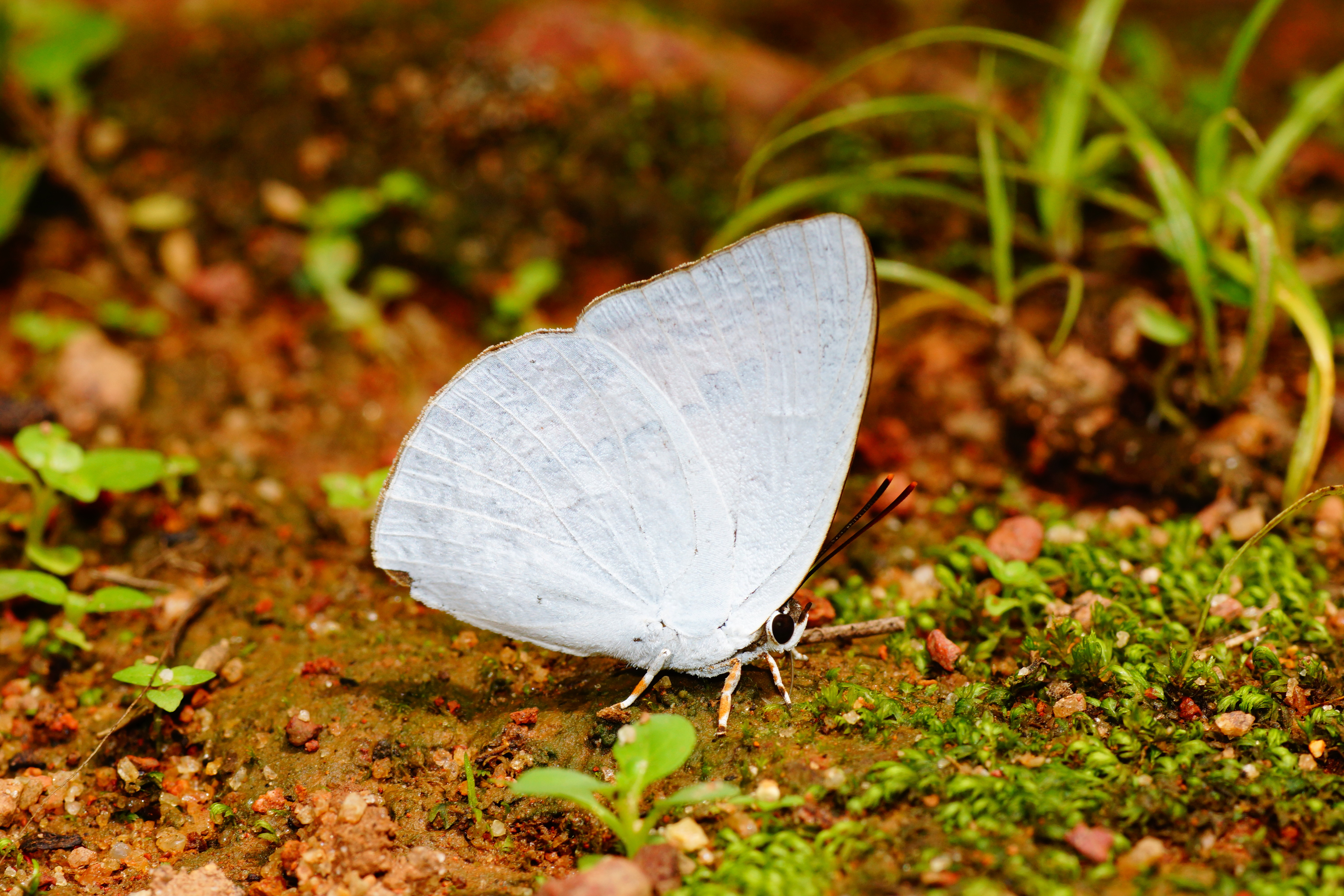